# Кубина, Павел
Павел Кубина (чеш. Pavel Kubina; 15 апреля 1977, Челадна, Чехословакия) — бывший чешский хоккеист, трёхкратный чемпион мира и обладатель Кубка Стэнли. Амплуа — защитник, прозвище — «Кубби» (англ. Kubby).

## Профессиональная карьера

### ХК «Витковице»
Павел Кубина начал заниматься хоккеем в клубе «Витковице Стил» из Остравы, выступавшем в чешской экстралиге. В 1993-94 годах Кубина провёл первый сезон за юниоров «Витковице», тогда же он дебютировал и во взрослом хоккее, сыграв один матч за главную команду клуба.
Следующие два сезона Павел играл попеременно то в молодёжной, то в основной команде «Витковице». В сезоне 1995/96 он провёл 32 матча в чемпионате экстралиги и 4 — в плей-офф. Летом 1996 года Кубина, которому исполнилось девятнадцать лет, попал на драфт НХЛ, где под общим 179-м номером был выбран «Тампа-Бэй Лайтнинг», клубом из Восточной конференции.
Первый сезон за океаном Кубина провёл в юниорской Западной хоккейной лиге (WHL) в составе «Мус Джо Уорриорс». Чешский защитник стал первым среди всех оборонцев «Мус Джо» по набранным баллам за результативность — 44; после вылета «воинов» из плей-офф Кубина вернулся в Остраву, успев сыграть одну встречу за «Витковице».

### «Тампа-Бэй Лайтнинг»
Кубина начал сезон 1997/98 в Американской хоккейной лиге, играя за «Адирондак Ред Уингз». 13 марта 1998 года главный тренер «Тампа-Бэй» Жак Демер вызвал чеха для участия в матче «молний» против «Чикаго Блэкхокс». Эта игра, состоявшаяся на день позже, стала дебютом Кубины в НХЛ. Всего за сезон 1997/98 он провёл в Национальной хоккейной лиге 10 матчей, в одном из которых забросил первую шайбу за «Лайтнинг». Кубина убедил в своей профпригодности тренерский штаб «Тампы» и через два месяца был окончательно переведён из АХЛ в клуб из Флориды.
Сезон 1998/1999 — первый, который Кубина начал и провёл почти полностью в НХЛ (не считая короткого периода в «Кливленд Ламберджекс»). На протяжении четырёх лет (1998—2002) чех был лидером защиты «Тампа Бэй» по очкам и заброшенным шайбам, постоянно улучшая свою результативность. 9 февраля 2002 года Кубина набрал 100-е очко в регулярном чемпионате НХЛ, отдав результативную передачу в игре против «Вашингтон Кэпиталз».
В 2003 году Кубина впервые сыграл в плей-офф НХЛ, дойдя вместе с «Тампой» до полуфинала конференции. 8 февраля 2004 года он принял участие в матче всех звёзд НХЛ, заменив травмированного Уэйда Реддена в команде Востока.
Как и в прошлом сезоне, «Тампа» вышла в плей-офф, на этот раз — с первого места в Восточной конференции. «Молнии» дошли до финала и в семиматчевой серии обыграли «Калгари Флэймз», завоевав Кубок Стэнли. Кубина провёл в плей-офф 22 матча и набрал всего 4 очка, так как главным атакующим защитником «Тампы-Бэй» к тому времени стал Дэн Бойл. Чех, играя в паре с Дэррилом Сидором, в первую очередь занимался нейтрализацией лидеров атаки соперника. Кубина и Сидор составили одно из лучших оборонительных сочетаний защитников в плей-офф 2003/2004.
После объявления локаута Кубина уехал в Чехию и в течение сезона 2004/2005 выступал за «Витковице Стил». Вернувшись, он установил персональный рекорд по очкам и результативным передачам в регулярном чемпионате НХЛ — 38 и 33 соответственно (2005/2006).

### «Торонто Мейпл Лифс»

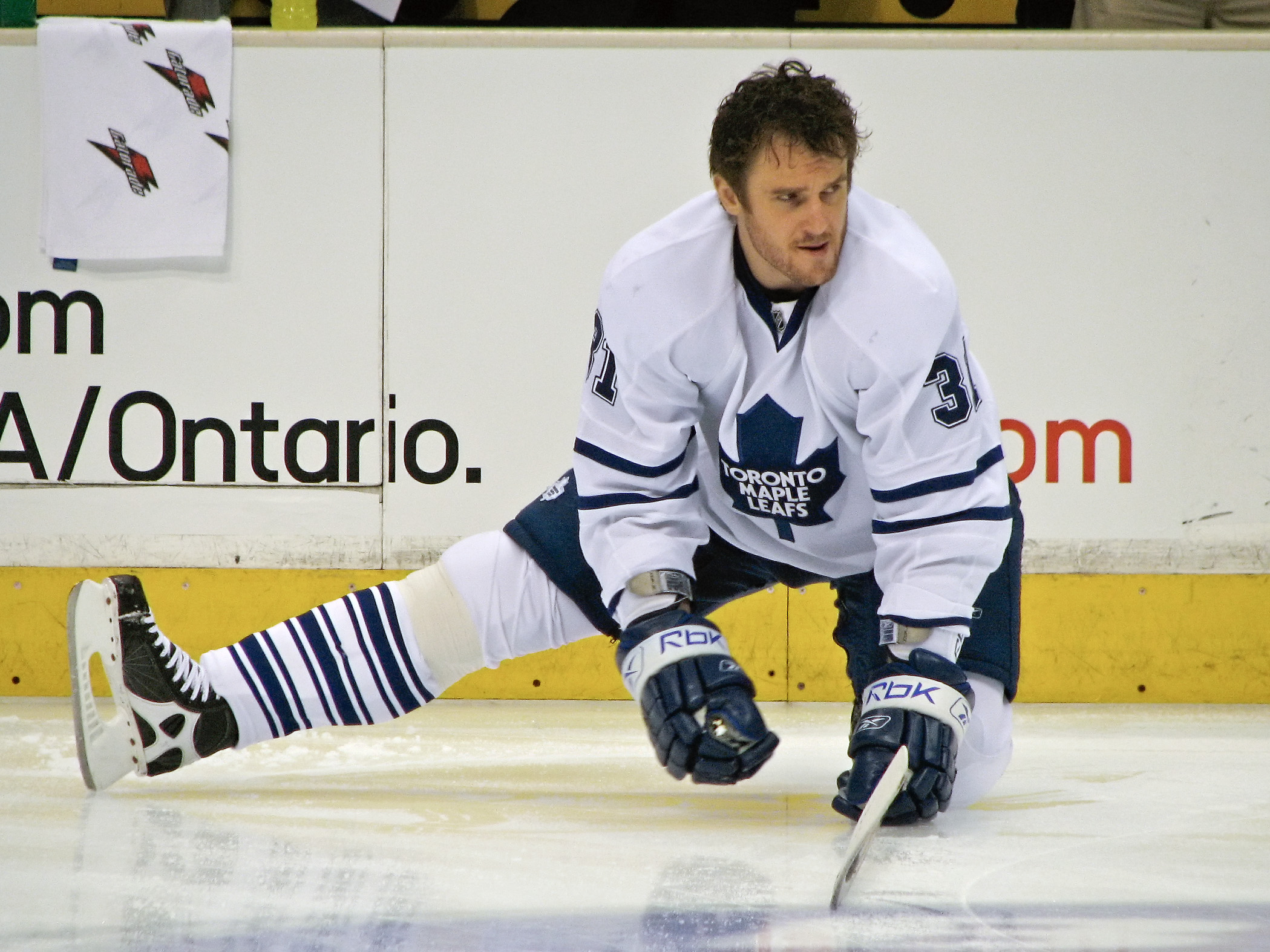
Кубина в составе «Мейпл Лифс» (10 января 2008)

В июле 2006 года Кубина получил статус свободного агента и подписал четырёхлетний контракт с клубом «Торонто Мейпл Лифс». После травмы колена Павел пропустил около 20 матчей в начале сезона 2006/2007. Кроме того, он был дисквалифицирован на стартовый матч сезона из-за недозволенного силового приёма против Иржи Гудлера в одной из выставочных игр.
В сезоне 2007/2008 Кубина установил личный рекорд по набранным очкам в регулярном чемпионате НХЛ — 40 (11+29), столько же очков он записал на свой счёт и в следующем сезоне. Однако за 3 года (2006—2009) Кубина ни разу не играл в плей-офф: «Торонто», бывший одним из аутсайдеров северо-восточного дивизиона, дважды занимал там последнее место и один раз — третье.

### «Атланта Трэшерз»
1 июля 2009 года «Торонто» отдал Павла Кубину и Тима Стэплтона в «Атланту Трэшерз» в обмен на Колина Стюарта и Гарнета Экселби. Кубина заключил с «Атлантой» однолетний контракт. В составе «дятлов» он забросил сотую шайбу в регулярных чемпионатах НХЛ.

### Возвращение в «Тампа-Бэй»

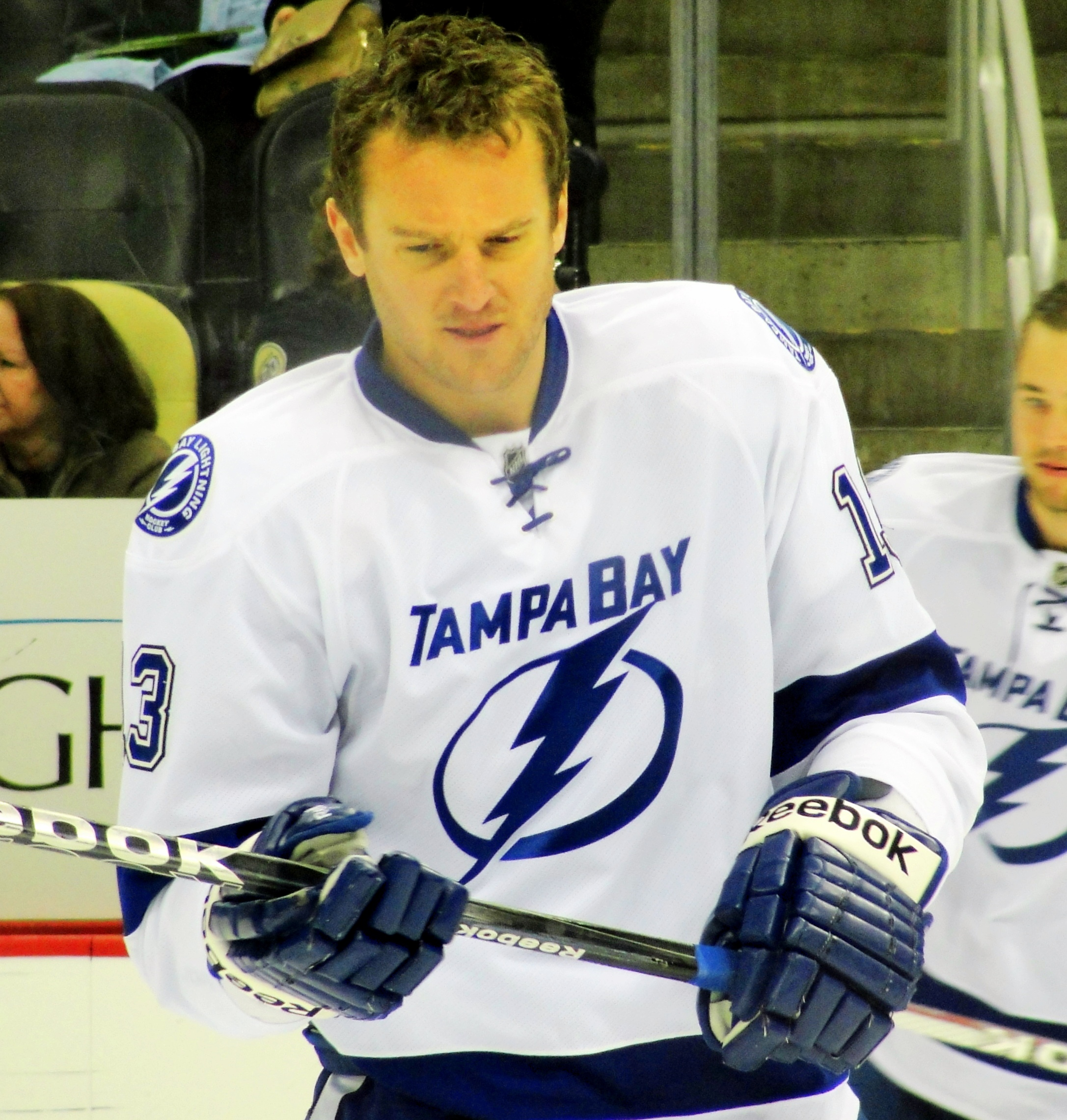
Павел Кубина перед игрой с «Питтсбург Пингвинз» (12 февраля 2012)

По окончании сезона 2009/2010 Кубина стал неограниченно свободным агентом и вернулся в «Тампа-Бэй Лайтнинг» — клуб, с которым он выигрывал Кубок Стэнли. Соглашение, подписанное чехом с «молниями», действовало до середины 2012 года. Кубина был призван заменить Андрея Месароша, покинувшего «Тампу» в то же трансферное окно.
Кубина провёл все матчи регулярного чемпионата НХЛ 2010/2011 (за исключением непродолжительной дисквалификации в марте 2011 года), но досрочно завершил плей-офф: в первом матче полуфинала конференции против «Вашингтон Кэпиталз» нападающий «столичных» Джейсон Чимера нанёс чеху тяжёлую травму, ударив его локтем в голову. Кубина получил сотрясение мозга и не играл в оставшихся матчах сезона. «Лайтнинг» вышли в финал конференции, где их переиграл будущий обладатель Кубка Стэнли — «Бостон Брюинз» (счёт в серии 4:3).
18 февраля 2012 года Кубина перешёл в «Филадельфию Флайерз», за что «Тампа» получила форварда Джона Калински и право выбора во втором и четвёртом раундах драфта следующих сезонов.

### «Женева-Серветт»
В 2013 году Кубина сыграл несколько матчей за клуб Швейцарской национальной лиги «Женева-Серветт». 20 декабря он объявил о завершении профессиональной карьеры.

## Достижения

### Командные
| Год              | Команда            | Достижение                        | Достижение |
| ---------------- | ------------------ | --------------------------------- | ---------- |
| НХЛ              |                    |                                   |            |
| 2004             | Тампа-Бэй Лайтнинг | Обладатель Приза принца Уэльского |            |
| 2004             | Тампа-Бэй Лайтнинг | Обладатель Кубка Стэнли           |            |
| Международные    |                    |                                   |            |
| 1999, 2001, 2005 | Сборная Чехии      | Чемпион мира (3)                  |            |
| 2006             | Сборная Чехии      | Бронзовый призёр олимпийских игр  |            |

### Личные
| Год  | Команда            | Достижение                | Достижение |
| ---- | ------------------ | ------------------------- | ---------- |
| НХЛ  |                    |                           |            |
| 2004 | Тампа-Бэй Лайтнинг | Участник матча всех звёзд |            |

## Статистика
| Легенда | Легенда                    | Легенда | Легенда                   | Легенда | Легенда    |
| ------- | -------------------------- | ------- | ------------------------- | ------- | ---------- |
| И       | Количество проведённых игр | Штр     | Штрафное время            | +/−     | Плюс-минус |
| Г       | Голы                       | П       | Голевые передачи          | О       | Очки       |
| -       | Статистика неизвестна      | —       | Статистика не учитывалась |         |            |

## Личная жизнь
Павел Кубина долгое время встречался с Андреа Черниковой, дочерью известного чехословацкого хоккеиста Франтишека Черника. 9 ноября 2006 года у них родилась дочь Тереза, а летом 2009-го Павел и Андреа поженились.